# Buila - Vânturarița
Buila - Vânturarița este o arie protejată (arie specială de conservare — SAC, sit de importanță comunitară — SCI) din România, desemnată în scopul protejării biodiversității și menținerii într-o stare de conservare favorabilă a florei spontane și faunei sălbatice, precum și a habitatelor naturale de interes comunitar aflate în arealul zonei de protecție. Aceasta se întinde pe o suprafață de 4.478,7 ha, integral pe uscat.

## Localizare
Centrul sitului Buila - Vânturarița este situat la coordonatele 45°14′22″N 24°05′29″E / 45.239497°N 24.091392°E. Situl se întinde pe teritoriul administrativ al orașului Băile Olănești și pe cele ale comunelor Bărbătești și Costești din județul Vâlcea.

## Înființare
Situl Buila - Vânturarița (ROSCI0015) a fost declarat sit de importanță comunitară în decembrie 2007 pentru a proteja 3 specii de plante și 16 specii de animale. Situl a fost protejat și ca arie specială de conservare în mai 2022.

## Biodiversitate
Situată în ecoregiunile alpină și continentală, aria protejată conține 17 habitate naturale: Pajiști alpine și boreale, Fânețe montane, Grohotișuri calcaroase și de șisturi calcaroase de la nivelul montan până la nivelul alpin (Thlaspietea rotundifolii), Pante stâncoase calcaroase cu vegetație casmofită, Peșteri inaccesibile publicului, Păduri de fag Luzulo-Fagetum, Păduri de fag Asperulo-Fagetum, Păduri de fag din Europa Centrală dezvoltate pe sol calcaros cu Cephalanthero-Fagion, Păduri pe pante, grohotișuri și ravene de Tilio-Acerion, Păduri aluvionare cu Alnus glutinosa și Fraxinus excelsior (Alno-Padion, Alnion incanae, Salicion albae), Păduri de fag dacice (Symphyto-Fagion), Păduri acidofile  (de Picea de la nivel montan la nivel alpin (Vaccinio-Piceetea), Tufărișuri cu Pinus mugo și Rhododendron hirsutum (Mugo-Rhododendretum hirsuti), Pajiști alpine și subalpine calcaroase, Pajiști panonice carstice (Stipo-Festucetalia pallentis), Formațiuni ierboase bogate în specii de Nardus, dezvoltate pe substraturi silicioase în zone montane (și în zone submontane, în Europa continentală), Liziere de ierburi înalte hidrofile de câmpie și de nivel montan până la alpin.
La baza desemnării sitului se află mai multe specii protejate:
- plante (3): Campanula serrata, papucul doamnei (Cypripedium calceolus), curechi de munte (Ligularia sibirica)
- amfibieni (1): izvoraș-cu-burta-galbenă (Bombina variegata)
- mamifere (10): liliac cârn (Barbastella barbastellus), lupul (Canis lupus), vidră de râu (Lutra lutra), râs eurasiatic (Lynx lynx), liliac cu aripi lungi (Miniopterus schreibersii), liliac cu urechi de șoarece (Myotis blythii), liliac comun (Myotis myotis), liliacul mare cu potcoavă (Rhinolophus ferrumequinum), liliacul mic cu potcoavă (Rhinolophus hipposideros), urs brun (Ursus arctos)
- nevertebrate (4): Carabus variolosus, croitorul mare al stejarului (Cerambyx cerdo), croitor cenușiu (Morimus asper funereus), croitorul de fag (Rosalia alpina)
- pești (1): mreană balcanică (Barbus balcanicus)

Pe lângă speciile protejate, pe teritoriul sitului au mai fost identificate 139 de specii de plante, 5 specii de amfibieni, 13 specii de mamifere, 1 specie de nevertebrate, 4 specii de pești, 6 specii de reptile.